# 大道寺資親
大道寺 資親（だいどうじ すけちか）は、戦国時代の後北条氏の家臣。

## 生涯
大道寺周勝とその嫡子・源六が永禄6年（1563年）3月までに死亡したとみられ、資親が大道寺家の家督を継いだ。
また、北条氏康が鎌倉尼五山の太平寺の破却を命じた時には、同寺の仏殿を円覚寺に移設する工事を指揮している。（この仏殿は舎利殿として使われ、後年国宝に指定された）
永禄9年（1566年）、寄進を行い桂昌庵を創建した。
永禄12年（1569年）に武田信玄による駿河侵攻に応じて、北条氏邦と共に駿河へ出陣した。この資親の出陣に際して、北条康成が鎌倉代官に任じられた。なお、資親は駿河から帰陣すると再び河越城代及び鎌倉代官に任じられている。
元亀元年（1570年）3月21日に死去し、息子・政繁が家督を継いだ。なお、鎌倉代官については翌元亀2年からは再び康成が務めている。